# 江里口匡史
江里口匡史（1988年12月17日—）是日本田徑運動員，專門項目是短跑。出生於熊本縣菊池市的他曾就讀熊本縣立鹿本高級中學、早稻田大學運動科學系，大學畢業後加入大阪瓦斯田徑社（日語：大阪ガス陸上競技部）。

## 經歷
江里口匡史在鹿本高中時期參加2006年10月第61屆國民體育大會，於少年男子100公尺賽跑項目中得到優勝。2007年進入早稻田大學後，一年級開始便有日本學生田徑校際錦標賽100公尺賽跑項目第一名等佳績。在那之後雖然以成為北京奧運日本代表為目標，但在最終選拔會上僅拿到第7名的成績而未入選。
升上大學三年級後，他在2009年6月28日的第93屆日本陸上競技選手権大会男子100m決賽中，以10秒14的成績得到在日本田徑錦標賽的第一個冠軍。由於此表現，他遂被選為2009年世界田徑錦標賽的日本代表。此外，在同一天舉行的同賽程準決賽中，他以10秒07的成績成為日本歷代第4快的選手。同年8月他在世界田徑錦標賽100公尺賽跑第2次預選中拿到第八名，而在與塚原直貴、高平慎士、藤光謙司一同參加的400公尺接力賽跑項目中拿到第4名。
2010年3月在杜哈舉辦的世界室內田徑錦標賽60m項目中的準決賽裡排名第七而無緣晉級。而在6月6日的第94回日本田徑錦標賽100公尺決賽中，他以10秒26的紀錄擊敗塚原直貴再次連霸。同年9月的第79屆日本學生田徑校際錦標賽，江里口匡史取得100公尺賽跑項目的優勝，成為自吉岡隆德以來77年後第二位能在同種類大會中取得四連勝的人。
2011年，進入大阪瓦斯就職。在朝原宣治教練的指導下，成為以自我管理與正面思考為優點的選手，雖然有因為在織田幹雄紀念國際田徑公開賽與靜岡國際田徑邀請賽 出賽中腳踝受傷而進行的調整進度落後，但是在該年6月第95屆日本田徑錦標賽100m仍取得三連霸的佳績。而在同年10月的山口國民體育大會上，江里口匡史以倫敦奧運派遣標準記錄A之上的10秒14成績取得優勝。2012年6月9日、日本田徑錦標賽100m四連霸記錄達成後，確定參加倫敦奧運。

## 主要成績
| 年   | 競賽                       | 場所                 | 項目   | 結果           | 記錄   | 風速 | 備註      |
| ---- | -------------------------- | -------------------- | ------ | -------------- | ------ | ---- | --------- |
| 2006 | 第61屆國民體育大會         | 神戸市               | 100m   | 第1名          | 10秒37 |      | 少年男子A |
| 2007 | 日本學生田徑校際錦標賽     | 新宿區               | 100m   | 第1名          | 10秒48 | -0.5 |           |
| 2007 | 日本陸上競技選手権大会     | 大阪市               | 100m   | 第5名          | 10秒53 | -0.3 |           |
| 2008 | 日本田徑錦標賽             | 川崎市               | 100m   | 第7名          | 10秒61 | -0.3 |           |
| 2008 | 日本學生田徑校際錦標賽     | 新宿區               | 100m   | 1位            | 10秒34 | +0.6 |           |
| 2008 | 第63屆國民體育大會         | 大分市               | 200m   | 第2名          | 20秒91 |      | 成年男子  |
| 2009 | 日本田徑錦標賽             | 廣島市               | 100m   | 第1名          | 10秒14 | +1.9 |           |
| 2009 | 世界大學生運動會           | 貝爾格勒（塞爾維亞） | 100m   | 第3名          | 10秒33 | -0.7 |           |
| 2009 | 2009年世界室內田徑錦標賽   | 柏林（德國）         | 100m   | 2次預選第8名   | 10秒45 | -0.7 |           |
| 2009 | 2009年世界室內田徑錦標賽   | 柏林（德國）         | 4×100m | 4位            | 38秒30 |      | 第1跑者   |
| 2009 | 亞洲田徑錦標賽             | 廣州（中國）         | 100m   | 預選1組第6名   | 10秒82 | -1.0 |           |
| 2010 | 世界室內田徑錦標賽         | 杜哈（卡達）         | 60m    | 準決賽1組第7名 | 6秒77  |      |           |
| 2010 | 日本田徑錦標賽             | 丸龜市               | 100m   | 第1名          | 10秒26 | 0.0  |           |
| 2010 | 日本學生田徑校際錦標賽     | 新宿區               | 100m   | 第1名          | 10秒62 | -3.4 |           |
| 2010 | 國民體育大會               | 千葉市               | 100m   | 第2名          | 10秒34 | +1.7 | 成年男子  |
| 2011 | 織田幹雄紀念國際田徑公開賽 | 廣島市               | 100m   | 第1名          | 10秒22 | +2.2 | B         |
| 2011 | 關西企業隊錦標賽           | 鳴門市               | 200m   | 第1名          | 21秒12 | -1.0 |           |
| 2011 | 日本田徑錦標賽             | 熊谷市               | 100m   | 第1名          | 10秒38 | -0.5 |           |
| 2011 | 國民體育大會               | 山口市               | 100m   | 第1名          | 10秒14 | +1.8 | 成年男子  |
| 2012 | 日本田徑錦標賽             | 大阪市               | 100m   | 第1名          | 10秒29 | 0.0  |           |

## 統計
| 成績                   | 風速（m/s） | 反應時間 | 時間          | 地點                     |
| ---------------------- | ----------- | -------- | ------------- | ------------------------ |
| 10.07秒                | +1.9        |          | 2009年6月28日 | 日本廣島縣廣島市安佐南區 |
| 10.13秒                | +1.2        |          | 2009年9月5日  | 日本東京都               |
| 10.14秒                | +1.0        |          | 2009年6月27日 | 日本廣島縣廣島市安佐南區 |
| 10.14秒                | +1.9        |          | 2009年6月28日 | 日本廣島縣廣島市安佐南區 |
| 10.16秒                | +1.8        | 0.116秒  | 2010年6月5日  | 日本香川縣丸龜市金倉町   |
| 10.18秒                | +1.3        |          | 2012年4月29日 | 日本廣島縣廣島市安佐南區 |
| 10.21秒                | 0.0         |          | 2012年5月20日 | 日本兵庫縣尼崎市         |
| 10.24秒                | +1.2        | 0.118秒  | 2010年6月6日  | 日本香川縣丸龜市金倉町   |
| 10.24秒                | +2.0        |          | 2014年4月29日 | 日本廣島縣廣島市安佐南區 |
| 10.26秒                | 0.0         | 0.125秒  | 2010年6月6日  | 日本香川縣丸龜市金倉町   |
| 平均約10.17667924479秒 |             |          |               |                          |

## 外部連結
- 江里口匡史在国际奥林匹克委员会的资料
- 江里口匡史在的頁面